# Vladimir Latocha
Vladimir Latocha est un nageur français, enseignant-chercheur en mathématiques et enseignant de la méthode Feldenkrais né le 15 août 1973 à Paris.

## Vie sportive et pratiques corporelles

### Natation
Il est membre de l'équipe de France aux Jeux olympiques de 1996, prenant part au 100 mètres brasse (remportant la finale B (places de 9 à 16), au relais 4 × 100 mètres quatre nages (qui ne se qualifiera pas en finale).
Il est champion de France du 50 mètres brasse à cinq reprises (été 1992, hiver et été 1993, hiver 1994 et été 1995) et du 100 mètres brasse à trois reprises (étés 1993 et 1995 et hiver 1996). Il détient le record de France du 50 mètress brasse de 1992 à 2001, et celui du 100 mètres brasse de 1996 à 1998.
En club, il a été licencié de 1981 à 1991 au Cercle des nageurs de Draveil, puis de 1991 à 1999 aux Dauphins du TOEC.

### Aïkido
Après sa carrière de nageur, il débute en aïkido à Toulouse en 1999, où il pratiquera sous la direction de Paul-Pierre Brun (4e dan) jusqu'en 2001. Il continue sa pratique lors de ses deux années à Kyoto (Japon), sous la direction de Nomura Kazuo (7e dan) et Hideharu Nitani (5e dan d'Aïkido et okuden d'Aïkiwado). Il obtient le 1er dan Aïkikai à Kyoto en 2002. Il pratique ensuite de 2003 à 2011 à Dombasle-sur-Meurthe sous la direction de Dominique Pierre (6e dan), obtenant son 2e dan en 2010. Il enseigne ensuite de 2011 à 2014 à la MJC Lillebonne de Nancy, avant de mettre sa pratique entre parenthèses.

### Méthode Feldenkrais
En 2001, son intérêt pour le corps développé en natation l'amène à commencer sa pratique de la méthode Feldenkrais. De 2005 à 2009, il approfondit son étude en suivant la formation pour devenir praticien de cette méthode, sous la direction (entre autres) de Myriam Pfeffer. Il s'impliquera de 2008 à 2017 au sein de l'association française des praticiens Feldenkrais France, qu'il présidera de 2014 à 2017. Il continue de militer pour une plus grande diffusion de cette pratique, notamment par le biais de son site Feldenkrais Replay.

## Études et vie universitaire
Après son baccalauréat obtenu en 1991 dans l'Essonne, il conjugue natation et études au sein de l'INSA de Toulouse. En 1993, il entame des études d'ingénierie mathématique, faisant partie de la première promotion du Génie mathématique et modélisation. Après son diplôme d'ingénieur en 1996, il poursuit des études doctorales : DEA en 1997, puis thèse de doctorat en 2001 sous la direction de Pierre Degond. Sa thèse, intitulée Deux problèmes en transport des particules chargées intervenant dans la modélisation d'un propulseur ionique examine des méthodes numériques pour étudier le comportement des électrons dans la cavité d'un Stationary Plasma Thruster.
À la suite de sa thèse, il passe deux ans en séjour post-doctoral à l'université de Kyoto, dans le laboratoire de Kazuo Aoki, et est nommé maître de conférences en 2003 à l'université Henri Poincaré (Nancy I), à présent université de Lorraine, au sein de l'Institut Élie-Cartan de Lorraine.
Il continue d'enseigner à Nancy, principalement sur le campus de la faculté des sciences et technologies et à la faculté de médecine, situées toutes deux à Vandœuvre-lès-Nancy. Il est l'auteur d'un livre de préparation aux concours de santé publié aux éditions Ellipses.